# 滕衛平
滕衛平（1952年11月—），男，浙江温岭人，中华人民共和国医生、政治人物，第九、十屆全國人民代表大會代表。

## 生平
滕卫平畢業於中國醫科大學，並在原校歷經研究生、教授、博士生導師等階段；后于中國醫科大學附屬第一醫院歷任主治醫師、講師，主任醫師、教授等職。1988年至1995年間曾分別赴笈英國劍橋大學及加拿大多倫多大學臨床醫學院作高級訪問學者。回國後服務於中國醫科大學附屬第一醫院，並於2002年起任中國醫科大學校長。2006年5月任中央广播电视大学校长。2009年8月，中华职业教育社第十次全国代表大会召开，他出任中华职业教育社第十届理事会常务理事。
2003年獲委任為遼寧省人民政府副省長。